# Arthur Wint
Arthur Stanley Wint  (né le 25 mai 1920 à Plowden dans la paroisse de Manchester, Jamaïque - mort le 19 octobre 1992 à Linstead dans la paroisse Sainte-Catherine) est un athlète jamaïcain, spécialiste du 400 et du 800 mètres. Il est le premier champion olympique des Caraïbes.

## Palmarès
| Date | Compétition     | Lieu     | Résultat | Épreuve   |
| ---- | --------------- | -------- | -------- | --------- |
| 1948 | Jeux olympiques | Londres  | 1er      | 400 m     |
| 1948 | Jeux olympiques | Londres  | 2e       | 800 m     |
| 1952 | Jeux olympiques | Helsinki | 1er      | 4 × 400 m |
| 1952 | Jeux olympiques | Helsinki | 2e       | 800 m     |

## Records
| Épreuve | Performance  | Lieu | Date |
| ------- | ------------ | ---- | ---- |
| 400 m   | 46 s 2       |      | 1948 |
| 800 m   | 1 min 48 s 9 |      | 1951 |